# Dworek (Kalnik)
Dworek (niem. Inrücken) – przysiółek wsi Kalnik w Polsce, położony w województwie warmińsko-mazurskim, w powiecie ostródzkim, w gminie Morąg. W latach 1975–1998 przysiółek administracyjnie należał do województwa olsztyńskiego.

## Historia
Wzmiankowany w dokumentach z roku 1563 jako folwark szlacheckli na 5 włókach, należał do Markowa. W roku 1782  odnotowano w nim cztery domy, natomiast w 1858 w dwóch gospodarstwach domowych było 33 mieszkańców. W latach 1937-1939 było 26 mieszkańców. W roku 1973 jako kolonia Dworek należał do powiatu morąskiego, gmina Morąg, poczta Łączno.
Obecnie w miejscowości nie ma zabudowy.